# Nguyễn Duy Quang
Nguyễn Duy Quang (ngày 24 tháng 9 năm 1906 – ?) hay Nguyễn Duy Quan, là luật sư, quan chức và nhà ngoại giao người Việt Nam, từng là Đại sứ Việt Nam Cộng hòa tại Nhật Bản và Malaysia, đồng thời cũng là Đại sứ cuối cùng của Việt Nam Cộng hòa tại Pháp.

## Tiểu sử
Nguyễn Duy Quang sinh tại xã Đại Điền, tỉnh Bến Tre, Nam Kỳ, Liên bang Đông Dương vào ngày 24 tháng 9 năm 1906, là con trai thứ sáu của phú hào và Đốc phủ sứ quyền uy một thời Nguyễn Duy Hinh (1874 – 1945).
Năm 1931, ông tốt nghiệp Trường Nghiên cứu Kinh doanh Cao cấp Paris. Năm 1933, ông lấy bằng luật tại Đại học Paris. Từ năm 1935 đến năm 1942, ông vào làm trưởng ty ngự tiền văn phòng cho Hoàng đế Bảo Đại, rồi lần lượt giữ chức Bố chánh sứ tỉnh Thanh Hóa, Quản đạo đạo Ninh Thuận và Tuần phủ tỉnh Khánh Hòa từ năm 1942 đến năm 1945.
Năm 1945, ông bị Việt Minh bắt giữ, sau này họ bổ nhiệm ông lên làm quản lý một nhà máy dệt. Mùa hè năm 1951, ông bỏ trốn khỏi hàng ngũ Việt Minh và quay sang ủng hộ phe cựu hoàng Bảo Đại.
Từ năm 1952 đến năm 1953, ông được bổ nhiệm làm Tổng thư ký Bộ Ngoại giao Quốc gia Việt Nam. Năm 1953, ông giữ chức Vụ trưởng Vụ Lễ tân Văn phòng Quốc trưởng. Năm 1958, ông làm luật sư tại Tòa Phúc thẩm Sài Gòn, rồi chuyển sang làm Đại sứ tại Nhật Bản từ năm 1965 đến năm 1967, Đại sứ tại Malaysia từ năm 1967 đến năm 1973. Về sau, ông còn làm chức Đại sứ tại Pháp trong hai năm 1973–1975, và đây cũng chính là nhiệm kỳ đại sứ cuối cùng của ông.

## Vinh danh
- Huy chương Quỹ Carnegie (1931)[2][3][4][8]
- Huân chương Sĩ quan Công trạng Liban (1939)[8]
- Huân chương Nican Iftikhar (1939)[2][3][4][8]
- Huân chương Đại Nam Long tinh[8]
- Huân chương Hoàng gia Campuchia (1942)[2][3][4][8]
- Đệ tam đẳng Huân chương Bảo quốc[2][3][4]
- Đệ nhất đẳng Huy chương Kim Khánh[2][3][4]
- Đệ tứ đẳng Nông nghiệp Bội tinh[2][3][4]